# Lölken
Lölken war ein Ort im ostpreußischen Kreis Preußisch Eylau. Seine Ortsstelle gehört heute zum Bereich des Munizipalkreises Rajon Bagrationowsk (Stadtkreis Preußisch Eylau) in der russischen Oblast Kaliningrad (Gebiet Königsberg (Preußen)).

## Geographische Lage
Die Ortsstelle Lölkens liegt im südlichen Westen der Oblast Kaliningrad, nur wenige hundert Meter nördlich der russisch-polnischen Staatsgrenze, sieben Kilometer westlich der früheren Kreis- und heutigen Rajonshauptstadt Preußisch Eylau (russisch Bagrationowsk).

## Geschichte
Das damalige Lolicken wurde vor 1508 als kleiner Hof gegründet. 1874 kam der Gutsbezirk Lölken zum Amtsbezirk Dexen im ostpreußischen Kreis Preußisch Eylau mit Sitz in Roditten (russisch Nagornoje).
Im Jahre 1910 zählte Lölken 48 Einwohner.
Am 30. September 1928 verlor Lölken seine Eigenständigkeit, als es sich mit den Nachbarorten Körnen (heute polnisch Kierno) und Pilzen (russisch Dubrowka) zur neuen Landgemeinde Klein Dexen (russisch Furmanowo) zusammenschloss.
Mit dem gesamten nördlichen Ostpreußen kam Lölken 1945 in Kriegsfolge zur Sowjetunion. Dort verliert sich alsbald seine Spur, eine russische Namensgebung oder auch die Zuordnung zu einem Dorfsowjet nach 1947 liegt nicht vor. Der Ort gilt heute als untergegangen.

## Religion
Bis 1938 war Lölken in das Kirchspiel der evangelischen Kirche Klein Dexen eingepfarrt. Als diese zwecks Anlage eines Truppenübungsplatze 1938 abgerissen wurde, gehörte Lölken zu neu errichteten Kirche in Stablack in der Kirchenprovinz Ostpreußen der Kirche der Altpreußischen Union.

## Verkehr
Die kaum noch wahrnehmbare Ortsstelle Lölkens liegt an der Kommunalstraße 27K-127, die Nagornojw (Roditten) mit Dubrowka (Pilzen) verbindet.